# Abbaye de Corcelles
L'abbaye de Corcelles est une ancienne abbaye cistercienne, fille de Notre-Dame de Tart. Fondée au milieu du XIIe siècle, elle a subsisté jusqu'en 1609. Il n'en reste aujourd'hui que la partie sud, c'est-à-dire surtout l'ancienne chapelle, qui se trouve dans la commune de Corcelles-Ferrières dans le Doubs. 

## Étymologie
Le terme de Corcelles, qu'on retrouve dans de nombreux toponymes en France, est proche de celui du mot français cour et provient du latin tardif curtis. Avec le diminutif -cella, corticella désigne une petite exploitation agricole. L'abbaye donnera son nom au village de Corcelles qui devient Corcelles-Ferrières au cours du XIXe siècle.

## Histoire
Tout à la fin du XIe siècle, dans l'esprit de la réforme grégorienne, Robert de Molesme lance depuis Citeaux la réforme cistercienne, qui se veut un retour à la rigueur de la règle de saint Benoît. Grâce, en particulier, à l'action de saint Bernard, l'ordre va rapidement s'étendre en France et dans toute l'Europe. En 1132, des moniales, installées à Tart sollicitent et obtiennent leur incorporation à l'ordre. C'est la fondation de la branche féminine de l'ordre cistercien qui essaime à son tour avec un décalage de quelques décennies sur la branche masculine. Notre-Dame de Tart est l'abbaye-mère de cette branche féminine. Elle eut une petite vingtaine de filles directes, dont Corcelles. 
On ne connaît pas exactement la date de fondation de l'abbaye de Corcelles par des moniales qui se rattachent à Tart mais elle intervient probablement vers 1150. Le document le plus ancien connu et concernant l'abbaye, quoique probablement antérieur, date de 1179 : il s'agit d'un acte de donation qui atteste l'existence de l'abbaye à cette date. Les moniales se sont installées, probablement à la demande d'un seigneur local, dans un endroit relativement solitaire de la vallée de l'Ognon, dans un petit val arrosé par un ruisseau et entouré d'épaisses forêts, à toutefois seulement une vingtaine de kilomètres de Besançon. L'abbaye n'est guère éloignée de celle d'Acey, importante communauté de moines cisterciens, même si pas ou peu de liens semblent avoir existé entre ces deux abbayes du même ordre. 
En 1185 un autre document, un privilège de Lucius III, donne un état des lieux des possessions de l'abbaye. Celle-ci sont particulièrement maigres, à peine de quoi subvenir aux besoins de la communauté. Le temporel de l'abbaye restera faible pendant toute son histoire. Dans la plupart des documents fiscaux, les biens des moniales ne sont pas estimés à cause de leur pauvreté. Au XIVe siècle, ils équivalent à ceux de petits prieurés ruraux. Les moniales sont en partie issues de la petite noblesse locale. Celles-ci, du moins dans les premiers temps de l'abbaye quand la rigueur de l'ordre était observée, travaillaient directement à leur subsistance, une part importante du temporel étant destinée à l'exploitation directe.
Comme l'ordre cistercien, l'abbaye connaît un déclin à la fin du Moyen-âge. Le monachisme cistercien ne correspond plus à la spiritualité de la Réforme et les religieuses n'observent plus la rigueur de la règle originelle. À Corcelles, les moniales, entrant dans les ordres sans véritable vocation et en obéissant à des politiques familiales, vivent dans la licence et une certaine mondanité. Le peu de biens et le dérèglement conduit en 1609 à la fusion de l'abbaye avec celle d'Ounans, alors située à Dole. Aussi fille de Tart, cette abbaye avait été fondée vers 1140 à Ounans. Plus importante que Corcelles, elle avait dû déménager en 1420 sous la menace de la Loue avant de se déplacer à nouveau en 1520 dans la ville même de Dole. 
Peu après, une autre abbaye de moniales cisterciennes, celle de Colonges, fusionne à son tour à Ounans-Dole. Cette fusion entraîne la disparition de certains bâtiments de Courcelles. Ce qui reste est vendu comme bien national sous la Révolution française. Les bâtiments sont alors utilisés comme ferme puis sont rachetés en 1944 pour être restaurés et devenir un musée. L'ancienne église abbatiale, les bâtiments monastiques et les divers vestiges font l’objet d’une inscription au titre des monuments historiques depuis le 31 décembre 1997.

## Architecture
L'abbaye de Corcelles possède un plan simple et une architecture assez rustique. À sa disparition, l'abbaye formait un quadrilatère d'environ 40 mètres de côté, formé autour d'un cloître intérieur situé aux abords du ruisseau du Breuil. Il n'en subsiste aujourd'hui que le côté sud. Celui-ci contient en particulier l'ancienne chapelle de l'abbaye datant des XIIIe et XIVe siècles et remaniée ultérieurement. Orientée, celle-ci possède un chevet plat, caractéristique de l'architecture cistercienne avec un chœur bas et étroit. Ce chœur est voûté en arc brisé et illuminé par une large baie, rajoutée ultérieurement, à l'est. D'un plan très simple, la nef forme un seul espace qui n'est pas voûté mais seulement recouvert d'une charpente ce qui permet d'éviter la division en plusieurs vaisseaux et des systèmes de contrebutements. Les murs latéraux sont percés de baies, également ajoutées ultérieurement. La différence de niveau entre la nef et le chœur permet l'ouverture de cinq baies éclairant la nef et probablement contemporaine du mur. L'édifice est dépourvu de toute chapelle et de toute ornementation. À l'origine, la chapelle possédait un accès depuis l'aile est de l'abbaye où se trouvait le dortoir. La porte, ouvrant sur le côté sud de la chapelle, est une ouverture plus récente, probablement du XVe ou du XVIe siècle, la chapelle, pour les moniales, n'étant pas censée recevoir des personnes extérieures.

## Filiation et dépendances
Corcelles est fille de l'abbaye Notre-Dame de Tart.

## Abbesses
- Béatrix de Baley (2e moitié du XVIe siècle)